# 沉没之都
《沈沒之都》是一款由Frogwares开发的動作冒險神秘恐怖遊戲，Bigben Interactive于2019年6月发行，对应Microsoft Windows、PlayStation 4和Xbox One。游戏设定受到作家H·P·洛夫克拉夫特的克蘇魯神話啟發，于虚构的1920年代渔村奥克芒，以私人侦探、老兵查尔斯·W·里德为主角，调查频发洪水和可怕幻像的故事。